# 7-es busz (Szolnok)
A szolnoki 7-es jelzésű autóbusz a Vasútállomás és a Lengyel Antal tér között közlekedik, kizárólag munkanapokon. A kora reggeli és az esti órákban, illetve hétvégente a 27-es busz pótolja, ami Szandaszőlősön betér a Tóth Árpád úti végállomáshoz is. A járatot a Volánbusz üzemelteti.

## Útvonala
A zárójelben feltüntetett szakaszt csak a repülőtéri betéréssel közlekedő indulások érintik.
| Vasútállomás → Lengyel Antal tér → Vasútállomás |
| --- |
| Vasútállomás vá. – Jubileum tér – Baross utca – Kossuth Lajos út – Szabadság tér – Kertész utca – Karinthy Frigyes út (– Vitéz Tóth Lajos utca – Repülőtérre Vezető út – forduló – Repülőtérre Vezető út – Vitéz Tóth Lajos utca) – Simon Ferenc utca – Lengyel Antal tér mh. – Simon Ferenc utca – Vörösmező utca – Kertész utca – Szabadság tér – Kossuth Lajos út – Baross utca – Vasútállomás vá. |

## Megállóhelyei
Az átszállási kapcsolatok között az azonos útvonalon közlekedő 8-as, 27-es és 28-as busz nincs feltüntetve. A 8-as és a 28-as a szandaszőlösi hurkot az ellentétes irányban teszi meg. A 27-es és a 28-as Szandaszőlösön betér a Tóth Árpád úti végállomásra is.
| 0                                                       | 0  | Vasútállomás végállomás                       | 22 | 2Y, 6, 6Y, 8Y, 13, 13Y, 14, 15, 15Y, 16, 17, 24, 24A, 33, 38 Helyközi buszok S50 G50 Z50 S60 G60 Z60 S220 S820 IC, EC, EN, sebesvonat, gyorsvonat, expresszvonat |
| 2                                                       | 2  | Jólét ABC                                     | 20 | 2Y, 6, 6Y, 7Y, 8Y, 11, 15Y, 17, 21 |
| 4                                                       | 4  | Petőfi Sándor út (↓) Móricz Zsigmond utca (↑) | 19 | 2, 2Y, 6, 6Y, 7Y, 8Y, 11, 15Y, 17, 21 |
| 6                                                       | 6  | Szapáry út                                    | 17 | 1, 1A, 1Y, 2, 2Y, 6, 6Y, 7Y, 8Y, 9, 11, 15Y, 17, 20, 21, 23 |
| 8                                                       | 8  | Szabadság tér                                 | 15 | 2, 2Y, 6, 6Y, 7Y, 8Y, 15Y, 17, 34B |
| 10                                                      | 10 | Tiszaliget                                    | 13 | 6, 6Y, 7Y, 8Y, 17, 37 Helyközi buszok |
| 12                                                      | 12 | Bevásárlópark                                 | 11 | 7Y, 8Y, 41 Helyközi buszok |
| 13                                                      | 13 | Kertváros (Tiszavirág utca)                   | 10 | 7Y, 8Y, 41 |
| 15                                                      | 15 | Sportrepülőtér                                | 8  | 7Y, 8Y, 38, 41 |
| 16                                                      | 16 | Barack utca                                   | 7  | 7Y, 8Y, 38, 41 |
| 17                                                      | 17 | Szilvás utca                                  | 6  | 7Y, 8Y, 38, 41 Helyközi buszok |
| 19                                                      | 19 | Krúdy Gyula utca                              | ∫  | 7Y |
| Két reggeli indulás a repülőtér érintésével közlekedik. |    |                                               |    | |
| ∫                                                       | 21 | Repülőtér                                     | ∫  | 41 |
| 20                                                      | 22 | Repülőtér bejárati út                         | ∫  | 7Y, 41 Helyközi buszok Távolsági járatok |
| 21                                                      | 23 | Kassák Lajos utca                             | ∫  | 7Y, 41 |
| 23                                                      | 25 | Simon Ferenc út                               | ∫  | 7Y, 41 Helyközi buszok |
| 24                                                      | 26 | Kiss János utca                               | ∫  | 7Y, 41 |
| ∫                                                       | ∫  | Szabó Pál utca                                | 4  | 8Y, 38, 41 |
| ∫                                                       | ∫  | Nagymező utca                                 | 3  | 8Y, 38, 41 |
| ∫                                                       | ∫  | Gázcseretelep                                 | 1  | 7Y, 8Y, 38, 41 |
| 25                                                      | 27 | Lengyel Antal tér végállomás                  | 0  | 7Y, 41 |